# ستيفن غريغوري (لاعب كرة قدم)
ستيفن غريغوري (بالإنجليزية: Steven Gregory)‏ (6 أكتوبر 1983 بهدنهم في المملكة المتحدة - ) هو حكم كرة قدم ولاعب كرة قدم أسترالي في مركز الوسط. شارك مع منتخب إنجلترا لكرة القدم C ‏. أما مع النوادي، فقد لعب مع نادي بورنموث ونادي غيلينغهام وهايز وييدينغ يونايتد ‏ وهافانت أند ووترلوفيل وإيه أف سي ويمبلدون وويكمب وندررز.

## وصلات خارجية
- ستيفن غريغوري على موقع Soccerbase.com (لاعب) (الإنجليزية)